# Sorood-e Jomhoori-e Eslami
Sorood-e Jomhoori-e Eslami ("Islamiska republikens sång") är Irans nuvarande nationalsång. Musiken komponerades av Hassan Riahi till en kollektivt skriven text. Nationalsången antogs 1990 och ersatte då den islamistiska sång som använts under Ruhollah Khomeinis levnad. Det bör noteras att ordet Iran inte förekommer i sångens officiella namn och att den därför framförallt bör betraktas som den nuvarande regeringens ideologiska sång ämnad att hylla den islamistiska rörelsens ledare, Khomeini, och revolutionens muslimska martyrer.

## Andra iranska nationalsånger
Under Pahlavimonarkin (1923-1979) hade Iran en annan nationalsång som hyllade den mer än 2500-åriga persiska monarkin. 
Irans inofficiella nationalsång som älskas av många iranier[källa behövs] är emellertid Ey Iran (O Iran) som skrevs av författaren och polyhistorn Hossein Golegolab på 1940-talet.

## Texten till Sorood-e Jomhoori-e Eslami
Sar zad az ofoq mehr-e-xâvarân 

Foruq-e-dideye haqq bâvarân

Bahman, farr-e-imân-e-mâst

Payâmat ey Emâm, esteqlâl, âzâdi, naqš-e-jân-e-mâst

Šahidân, picide dar guš-e-zamân faryâdetân

Pâyande mâniyo jâvedân

Jomhuri-ye-eslâmi-ye-Irân